# Рощин, Николай Васильевич
Никола́й Васи́льевич Ро́щин (наст. фамилия Рузанков; 28 ноября 1901 — 10 мая 1960) — советский военный деятель и дипломат. Генерал-майор (20 апреля 1945), чрезвычайный и полномочный посол.

## Биография
Член РКП(б) с 1919 года. Окончил 21-е Сибирские пехотные курсы (1922), пехотную школу (1925), Специальный факультет Военной академии им. М. В. Фрунзе (1936—1939).
- В 1919—1921 годах — красноармеец, секретарь военкома. Участник Гражданской войны.
- В 1921—1929 годах — командир взвода, помощник командира роты, адъютант, помощник начальника штаба 76-го Карельского стрелкового полка. Участник боёв в период конфликта на КВЖД (1929).
- В 1929—1932 годах — помощник начальника 1-й части, мобилизационной части штаба стрелковой дивизии.
- В 1932—1936 годах — инструктор сектора редакции газеты «Тревога» Политуправления ОКДВА.
- В 1936—1939 годах — учёба в Военной академии им. М. В. Фрунзе.
- С января по октябрь 1939 года — в распоряжении Разведуправления РККА.
- В 1939—1942 годах — помощник военного атташе при посольстве СССР в Китае.

«Толковый, смелый работник, хорошо знал Китай, в 1940—1941 у него были надежные связи с китайцами, англичанами и американцами» (В. И. Чуйков). «В течение трех лет находится на руководящей агентурно-разведывательной работе в тяжелых условиях под бомбежками противника. За это время своими организаторскими способностями, самоотверженной работой, хорошим руководством подчиненными обеспечил развертывание работы и снабжение Командования Красной армии важнейшими сведениями по армиям наших вероятных противников. Под его руководством создано 5 нелегальных радиофицированных резидентур. В работе показывает образец личного мужества, выдержки, смелости и энергии. В порядке организации разведывательной работы летал через линию фронта. Обеспечил высокое политико-моральное состояние своих подчиненных, хорошую сплоченность коллектива» (из Наградного листа, 16.07.1942).
— Алексеев М.А., Колпакиди А.И., Кочик В.Я. Энциклопедия военной разведки. 1918-1945 гг. М., 2012, с. 666.
- В 1942—1948 годах — военный атташе при посольстве СССР в Китае.
- С 25 февраля 1948 по 25 февраля 1948 года — чрезвычайный и полномочный посол СССР в Китае.
- В 1952—1953 годах — заведующий Отделом Юго-Восточной Азии МИД СССР.
- В 1953—1960 годах — на ответственных постах в Министерстве обороны СССР (работал в берлинской резидентуре военной разведки).

Похоронен на Новодевичьем кладбище под настоящей фамилией Рузанков.

## Награды
- Орден Ленина (дважды).
- Орден Красного Знамени (трижды).
- Орден Кутузова II степени.